# Chelonus clausus
Chelonus clausus är en stekelart som först beskrevs av Vladimir Ivanovich Tobias 1996.  Chelonus clausus ingår i släktet Chelonus och familjen bracksteklar. Inga underarter finns listade i Catalogue of Life.